# Šaj (bůh)
Šaj je staroegyptský bůh zosobňující osud. Někdy byl považován za ženu a nazýván Šait.
Věřilo se, že určuje délku života každého člověka a je přítomen při podsvětním soudu. Někdy bývala za jeho manželku považována bohyně porodu Meschenet nebo Renenutet. Obě tak byly rovněž spjaty s osudem. Faraon Achnaton tvrdil, že je Šaj atributem Atona. Ramesse II. se označoval Šajovým pánem (pánem osudu).

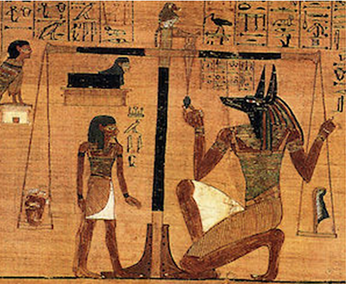
Šaj při podsvětním soudu

Řekové ho spojovali s bohem Agathodaimonem.